# Ignacio Javier Adiego

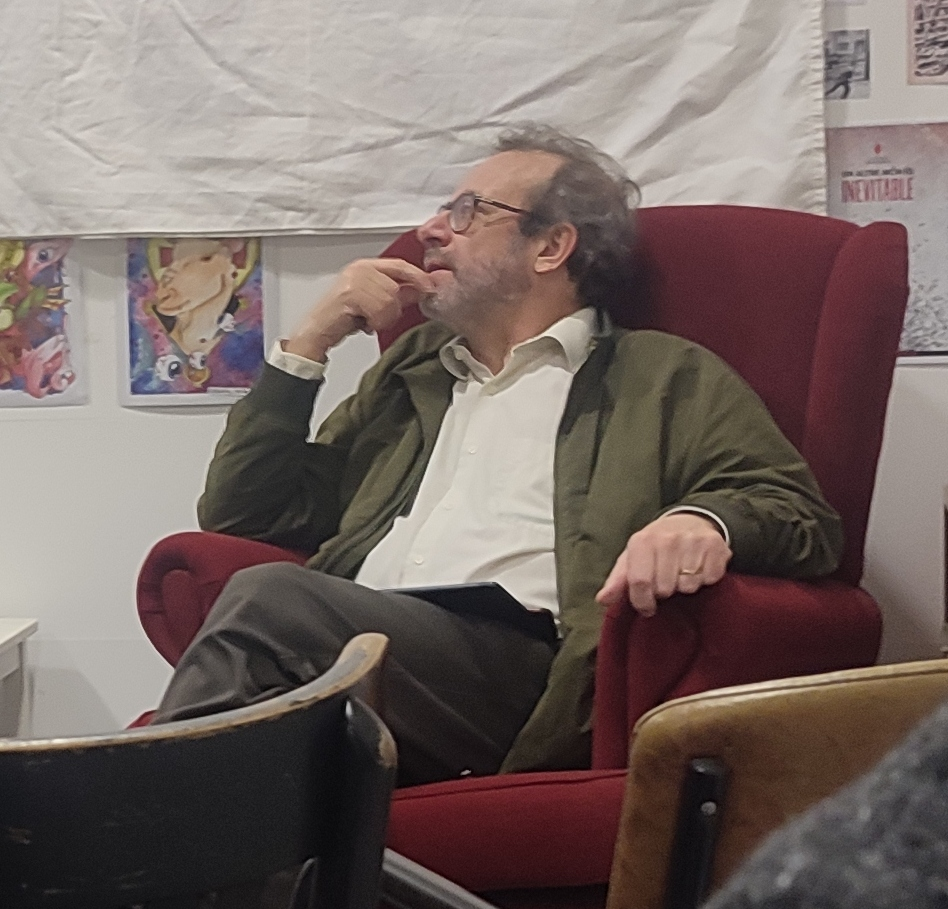
Ignacio Adjego bei einer Buchvorstellung 2023.

Ignacio Javier Adiego Lajara (* 9. Mai 1963 in Barcelona) ist ein spanischer Linguist. Er ist Professor für indogermanische Linguistik und Direktor des Instituts für den Alten Orient an der Universität Barcelona. Seine Forschung trug maßgeblich zur Entzifferung der Karischen Sprache bei.

## Karriere
Ignacio Adiego studierte Klassische Philologie an der Universität Barcelona, wo er 1990 mit einer Dissertation über die Karische Sprache promovierte. Auf dieser Grundlage entwickelte er zeitgleich mit John David Ray und Diether Schürr das sogenannte Ray-Schürr-Adiego-System. Diese Forschungen führten zur Entzifferung des karischen Alphabets und waren ausschlaggebend für die Zugehörigkeit der Sprache zum anatolischen Zweig der indoeuropäischen Sprachen. Das 2007 von Ignacio Adiego publizierte Handbuch The Carian Language wurde in der Folge zum Standardwerk über das Karische.
Ignacio Adiego forscht auch zu den Italischen Sprachen sowie zum Etruskischen. Neben den Forschungen zum Karischen beschäftigt er sich aber vor allem mit den romanischen Dialekte der Iberischen Halbinsel. So edierte er einen Roma-spanischen Wortschatz aus dem 18. Jahrhundert, Un vocabulario gitano-españo del Marqués de Sentmenat (1697-1766). Gemeinsam mit Perseo Cizmich publizierte er 2022 das erste Romani-Katalanische Wörterbuch. Zudem ist Ignacio Adiego Autor mehrerer Übersetzungen lateinischer Texte ins Katalanische, darunter Seneca, Cicero und Sueton.

## Publikationen (Auswahl)
- Protosabelio, osco-umbro, sudpiceno. Promociones y Publicaciones Universitarias, Barcelona 1992, ISBN 978-847665947-2.
- Studia Carica: investigaciones sobre la escritura y lengua carias, y su relación con la familia lingüística anatolia indoeuropea. Promociones Publicaciones Universitarias, Barcelona 1993, ISBN 978-844770236-7.
- Un vocabulario español-gitano del Marqués de Sentmenat (1697–1762), edición y estudio lingüístico, Edicions Universitat de Barcelona, Barcelona 2002, ISBN 978-848338333-9.
- gemeinsam mit Esther Artigas Álvarez und Alejandra de Riquer Permanyer: Séneca el Viejo (Biblioteca Clásica Gredos 339), Gredos, Madrid 2005.
  - Band I: Controversias. Libros I-V, ISBN 9788424927776.
  - Band II: Controversias. Libros VI-X. Suasorias, ISBN 9788424937164.
- The Carian Language (Handbook of Oriental Studies 86). Brill, Leiden 2007. ISBN 978-90-04-15281-6.
- gemeinsam mit Alejandra de Riquer Permanyer: Gai Suetoni Tranquil, Vida de Calígula, Editorial Gredos, Madrid 2011, ISBN 978-842492017-3.
- gemeinsam mit Alejandra de Riquer Permanyer: Ciceró, Quint Tulli. Manual de campanya electoral. Adesiara, Barcelona 2017, ISBN 978-841694809-3.
- gemeinsam mit Perseo Cizmich: Rromani Chib – Diccionari. Romani-Catala, Catala-Romani, Grupo Editorial Círculo Rojo SL, 2022. ISBN 9788411552257.